# Педино
Педино (грч. Πεδινό) је насељено место у општини Кукуш у периферији Средишња Македонија, Грчка. Према попису из 2021. године било је 655 становника.
Према бугарском географу и историчару, Василу Канчову, у Педину је 1900. године живело 350 Турака. Током Балканских ратова село је настрадало а део мештана је принудно исељен, док су на њихово место насељени грчки досељеници. Године 1924. преостало турско становништво је исељено у Турску. Исте године насељено је још грчких избегличких породица из Турске, укупно 589 особа. На попису из 1928. године Педино је имало 752 становника. Село се раније звало Хасан Обаси или Хасан Омбаси.